# Ridoir

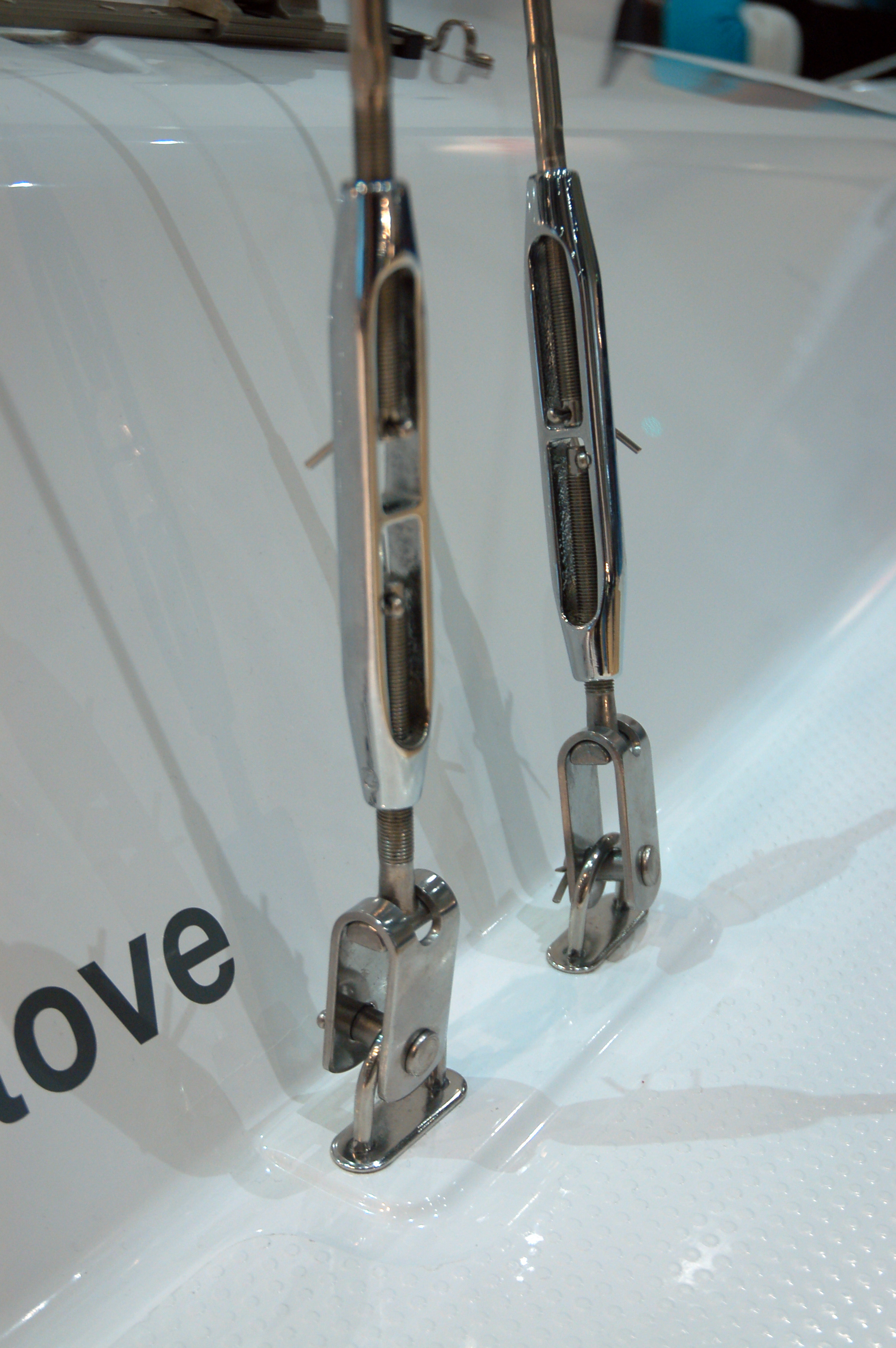
Ridoirs de haubans sur un voilier

Un ridoir est un dispositif permettant de fixer un câble à une partie fixe avec la possibilité de régler la tension dudit câble. Avant l'invention de ce dispositif, les haubans d'un voilier étaient tendus à l'aide d'une ride passant dans des caps de mouton.
Cet appareil est principalement utilisé dans le domaine du nautisme (haubans, filières...), mais peut tout aussi bien tendre une corde à linge.
Le modèle le plus courant est ainsi constitué :
- un premier élément 1, fixé sur une structure S par un dispositif de type manille, se prolonge par une tige filetée ;
- un corps intermédiaire 2 se visse sur le premier élément ;
- le dernier élément 3 comprend une seconde tige filetée (en pas inverse à la première) qui se visse sur le corps intermédiaire, et un dispositif de fixation au câble C.

Lorsqu'on fait tourner le corps intermédiaire, tout en bloquant la rotation des tiges filetées, le dispositif change de longueur, entraînant une modification de la tension du câble.
Des contre-écrous peuvent être ajoutés pour bloquer le système au réglage désiré.

Il existe aussi des ridoirs hydrauliques lorsque les changements de réglage sont fréquents (pataras), ainsi que des lattes-ridoirs qui permettent de changer la longueur du câble sans exercer de tension (voile légère)

Différentes applications de ridoirs
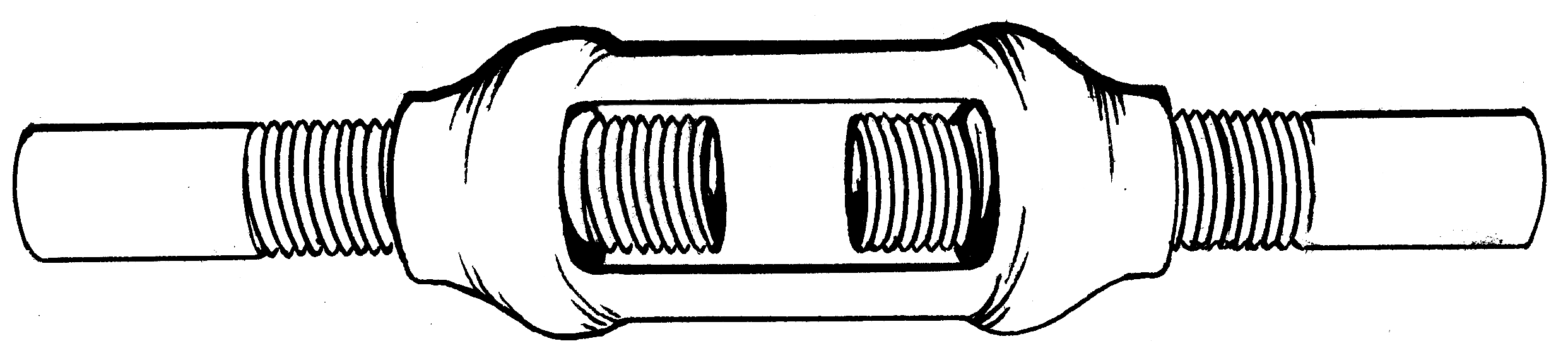
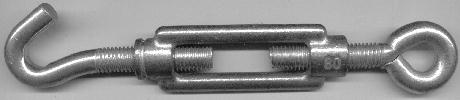
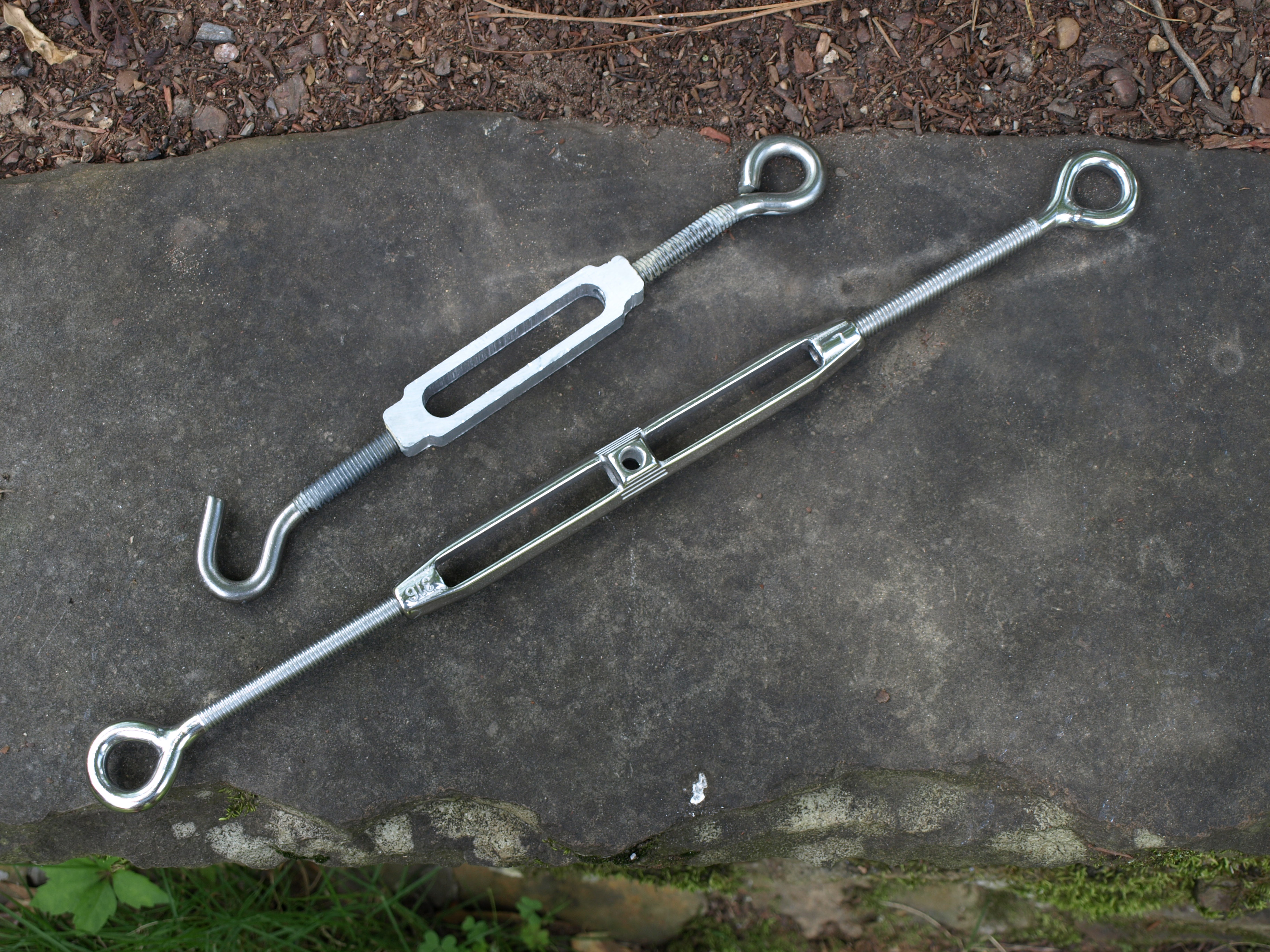
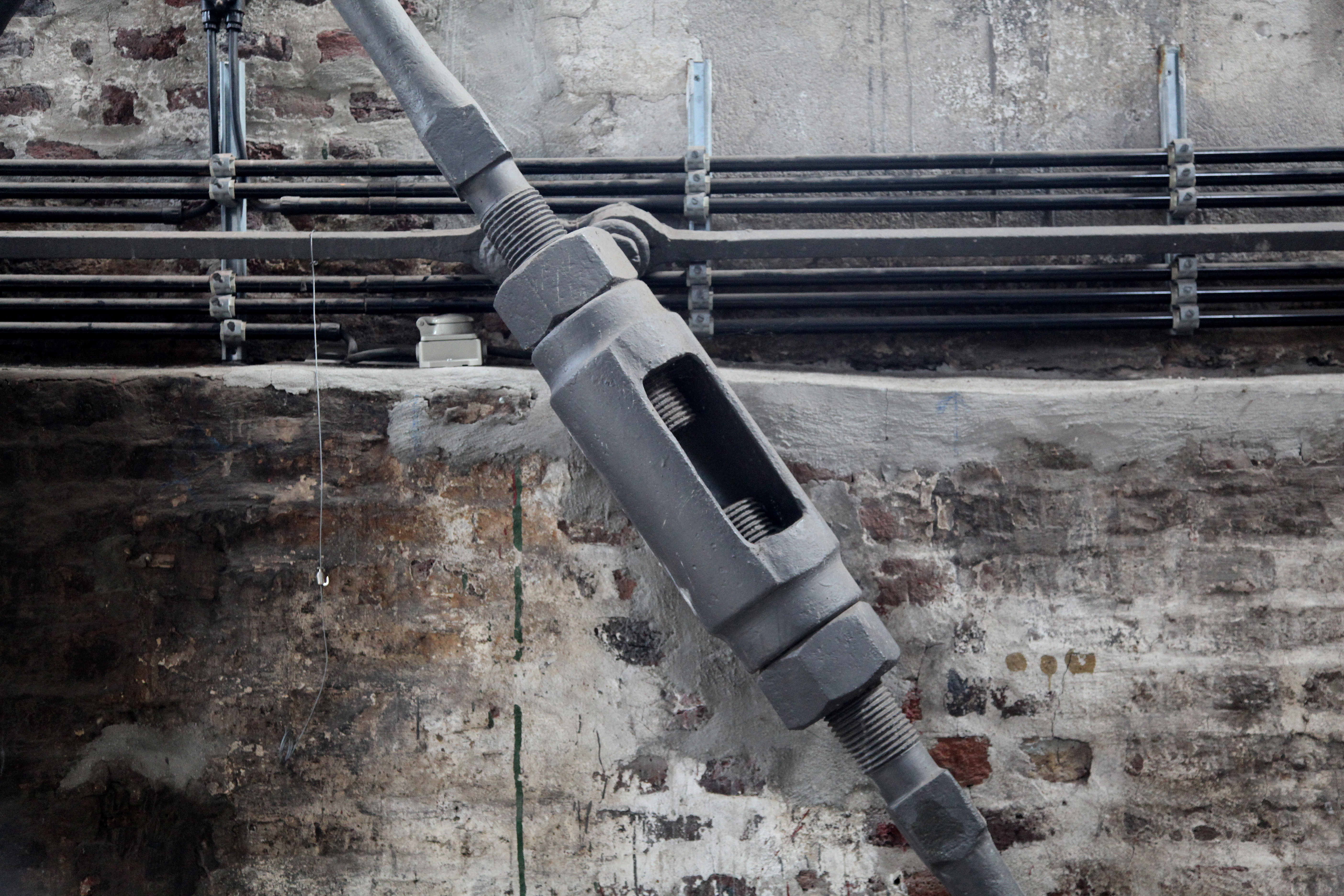
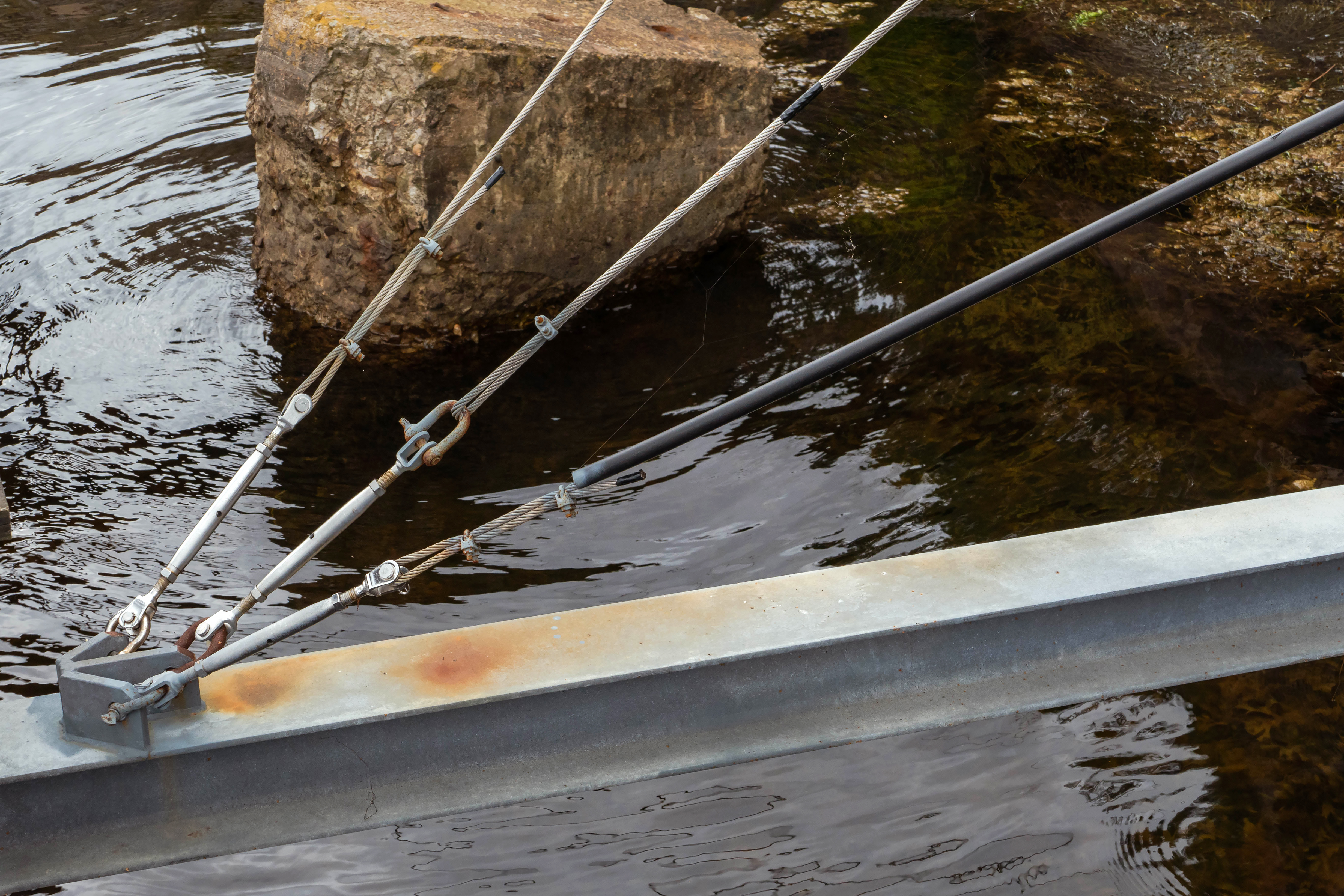